# Кена (мухафаза)

Ке́на (араб. محافظة قنا‎, Кина) — мухафаза в Арабской Республике Египет. Административный центр — город Кена. Расположена в центре страны, в долине Нила, к западу от мухафазы Красное Море, к востоку от мухафазы Вади-эль-Гедид, к югу от мухафазы Сохаг и к северу от мухафазы Асуан. В центре мухафазы Кена находится анклав с небольшой мухафазой Луксор. Кена протянулась вдоль Нила на 240 км.

## Климат
Лето в Кене всегда жаркое, зима — относительно прохладная. И зимой и летом климат сухой. Изредка здесь можно наблюдать проливные дожди, приносимые от возвышенностей со стороны Красного моря.

## Административное деление
Мухафаза состоит из 13 административных центров (районов) и 51 сельская местная община, к которым относятся 136 деревень и 1637 мелких поселений. Важнейшие центры и города мухафазы:
- Абу-Тишт
- Фаршут
- Наг-Хаммади
- Эль-Вакф
- Дишна
- Кена
- Кифт
- Кус
- Накада
- Армант
- Исна

## Экономика
- Аль-Ага Групп. [3]